# クサイ・サッダーム・フセイン

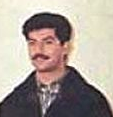
1980年代頃のクサイ・フセイン

クサイ・サッダーム・フセイン・アッ＝ティクリーティー（قصي صدام حسين、Qusay Saddam Husayn、1966年5月17日 - 2003年7月22日）は、イラク大統領サッダーム・フセインと第一夫人サージダ・ハイラッラーの次男。サッダーム・フセインの後継者と目され、また当時は共和国防衛隊の事実上の司令官としても知られた。
ウダイ・サッダーム・フセインの弟。日本国内での報道はフルネームではなく「クサイ氏」と呼ばれた。

## プロフィール

### 生い立ち
1966年バグダードで生まれる。学生時代は、兄のウダイに比べて物静かで計算高い性格だったとされる。バグダード大学政治学部を卒業している。1984年、バグダード市内のホテルでサウジアラビアの外交官と酔っていた勢いで喧嘩となり、サウジの外交官を殴打したため、刑務所に拘禁された。
1985年には、イラン・イラク戦争の英雄であるマーヒル・アブドゥルラシード将軍の娘サハルと結婚。元来、サッダームとマーヒルはサッダームの命によってマーヒルの叔父が暗殺されて以来、険悪な関係であったが、イラク国民からの人気が高くティクリート出身で陸軍の名家でもあるアブドゥルラシード将軍と姻戚関係になることで、サッダーム・フセイン家の社会的地位の上昇を狙ったいわゆる政略結婚であった。しかし、二人の間に子供ができると離婚させられた。原因はサッダームとマーヒル将軍が戦争指導を巡って対立し、軍司令官の地位を解任されたためである。終戦後、アブドゥルラシード将軍は自宅軟禁の目に遭い、軍を退役。元妻であるサハルも政権が崩壊した2003年に死去したとされる。

### 権力の掌握
1990年、イラクがクウェートを侵略・占領するとクサイは叔父のフセイン・カーミル・ハサンらと共にクウェートの王族の宮殿や屋敷から絵画や宝石、高級車、イタリア製家具などを大量に略奪し、トラックで運び去った。湾岸戦争停戦後に起きたシーア派住民によるインティファーダの鎮圧、その後に起きた住民虐殺や南部湿地帯に住む「マーシュ・アラブ人」の殺害・湿地帯の破壊に、クサイは主導的な役割を果たしたとされる。
1991年5月に国際連合大量破壊兵器廃棄特別委員会による査察が開始されると、クサイは査察妨害を目的とした通称「隠蔽作戦委員会」の委員長に任命され、いかにして国連査察団から大量破壊兵器の存在を隠すかに専念した。
1995年から96年にかけて、叔父フセイン・カーミルとサッダーム・カーミルの亡命・殺害、兄ウダイによる叔父ワトバーンの銃撃事件、ウダイ自身の暗殺未遂事件と一族内のライバルがサッダームの後継レースから脱落していき、クサイが事実上の後継者として頭角を現した。ウダイ暗殺未遂以降、サッダームはクサイを後継者と決定したとの見方もある。
これまでクサイは、1990年代の初頭にイラクの大半の治安・情報機関・治安部隊を自らの支配下に置いていたとされる。公式な肩書やポストでは無いものの、共和国防衛隊の監督者、イラク特別部隊司令官、88年には大統領警護機関である特別保安機関（Jihaz al-Amn al-Khass）副長官、92年には長官に任命されていた。95年には国家安全保障会議副議長、1997年には、ウダイが創設した民兵組織「フェダーイーン・サッダーム」司令官に就任し、兄から指揮権限を奪った。

### 後継者
クサイもまた、イラクの恐怖政治の一翼を担っていた。1995年、スンナ派一大部族であるドゥライミー部族の反乱、1997年にはシーア派住民による反乱が起きたが、いずれもクサイが指揮する特別部隊や共和国防衛隊によって押さえ込まれた。1999年に発生した、大アーヤトッラー・ムハンマド・サーディク・アッ＝サドルの暗殺事件も、クサイが暗殺を命じたと見られている。この他にも、旧イラク反体制派によると、クサイは多くの反政府活動家の殺害に関与してきたとしている。この他にも、政治犯の尋問・投獄、その家族の拘束を認可する命令を発し、それにより数千人が刑務所に投獄された。1998年には投獄された政治犯で過密状態となった各刑務所を「清掃」する名目で、約4千人の政治犯がクサイの命令の下、処刑された。
1998年、米英軍による「砂漠の狐作戦」が行われると、クサイはイラクの4つの軍管区のうち、中央軍管区司令官に任命され、首都防衛の責任者となった。2003年のイラク戦争開戦前にも同軍管区司令官に任命されている。
2000年、クサイは非常時における臨時大統領代行に指名され、2001年には、バアス党の権力昇進コースである党軍事局副議長に任命されると共に、党地域指導部メンバーに選出された。クサイが付与された初の正式な公職である。この年の第12回地域指導部大会において、古参党幹部が落選しており、事実上のクサイ体制に向けた布石と思われた。2002年に暗殺未遂に遭っている。

### 最期
2003年3月20日、イラク戦争が開始されると、国営テレビにサッダームや軍幹部と共に会議に臨む映像が複数回放送された。4月8日には、空爆で死亡したとの報道が流れた。
米誌「タイム」によると、クサイは軍将校との会合において、同じ質問を何度も繰り返すなど、精神的に不安定な状態が続いていたという。また、同誌によればクサイがバグダード陥落前日の4月8日に、首都を防衛する共和国防衛隊の部隊に移動を命じたため、部隊の配置が間に合わず、進撃してくるアメリカ軍に対応できなかったと報じた。
また、エジプトの新聞「アル＝ウスブーア」によれば、クサイがバグダード防衛を巡ってイラク軍と対立していたと報じられた。4月下旬、クサイはイラク軍にアメリカ軍をバグダードに誘い込み、市街戦に持ち込もうとしたが、イラク軍は「敵は想像以上に強力」として、逆にバグダード郊外での攻撃及び補給線の切断を提案したが、クサイは拒否。軍はサッダームに首都決戦を避けるように進言しようとしたが、サッダームとの連絡が取れず、そのため軍は、敗戦は決定的と判断したとされる。
バグダードが陥落した9日には、クサイはサッダームと共に市内に現れ、熱狂した民衆に取り囲まれる映像がアラブ・メディアによって放送された。サンデー・タイムズの報道によれば、別々のルートで隣国シリアに亡命し、現地で合流することをサッダームが2人の息子に提案したところ、クサイは涙を流しながら父と別れることを拒否したという。その後、クサイはシリアに入国しようとしたが、同国当局に拒まれたため、クサイはウダイと共に、イラク中・北部で潜伏生活を送った。
しかし、2003年7月22日、モースルにある隠れ家を密告され、米第101空挺師団との銃撃戦で戦死した（年齢は推定37歳）。クサイは米軍に対して激しく抵抗したとされ、最終的に米軍のBGM-71 TOW対戦車ミサイルによる攻撃で死亡したと見られる。この際、クサイの14歳になる息子ムスタファーが最後まで抵抗し、射殺された。しかしムスタファーの射殺については異なった情報も示されている。
2003年7月24日、ドナルド・ラムズフェルド国防長官の決定により、イラク駐留米軍は、死んだウダイ・クサイ兄弟の遺体の写真を報道陣に公表した。
米軍は、イラクでウダイ、クサイ兄弟がまだ生きているという噂を打ち消すために兄弟の遺体の写真の公表に踏み切ったとしている。この公開について、「紛争中に殺害されたアメリカ兵捕虜の写真を公開したサッダーム・フセイン政権をブッシュ政権が非難したこと」を考えると、アメリカは二重基準であると一部から批判があがった。アメリカ軍はこの批判に、ウダイ、クサイは戦闘員ではなく国際法上問題ないと答え、イラク国民にとって転換点になると述べた。
その後、ウダイとムスタファーと一緒に、父の故郷であるティクリートのアル＝アウジャ村の墓地に埋葬された。2007年には、再び埋葬し直され、現在はアウジャ村のモスクの敷地内にある墓地で処刑された父と共に眠っている。